# Pandur II
Pandur II je víceúčelový kolový obrněný transportér vyvinutý rakouskou firmou Steyr-Daimler-Puch (od roku 2003 součást amerického koncernu General Dynamics European Land Systems), který navazuje na první generaci vozidel Pandur I. Prototyp Pandur II 6x6 následovala čtyřnápravová varianta Pandur II 8x8, která se dočkala sériové výroby a byla exportována v řadě verzí – kromě transportérů a kolových bojových vozidel pěchoty se jedná například o průzkumná, velitelská, ženijní nebo obrněná zdravotní vozidla.
Hlavními uživateli a zároveň licenčními výrobci obrněných transportérů Pandur II jsou Portugalsko a Česko. Dalším provozovatelem Pandurů II je Indonésie, která si prostřednictvím společnosti Czechoslovak Group objednala několik prototypů a 22 sériových vozidel označovaných jako Pindad Cobra. Rakouská armáda v roce 2016 objednala transportéry Pandur EVO (Evolution) v konfiguraci 6x6, které byly vyvinuty na základě Pandurů II 8x8.

## Popis
Pandur II je modulární vozidlo, tvořené svařovaným tělesem s volitelnou tloušťkou pancíře (ochrana proti protipancéřovým střelám ráže 7,62 až 14,5 mm), kolovým podvozkem a možností zbraňové věže. Ta může nést kanon ráže až 120 mm, řízené protitankové střely, kanón ráže 30 mm, případně s dálkovým ovládáním Samson. Posádku tvoří dva muži, varianta bez věže pojme 12 vojáků, s věží pouze 7. Vozidlo lze transportovat např. letadlem Lockheed C-130 Hercules.

## Vývoj
Původní obrněný transportér Pandur I byl v šestikolovém prototypu dokončen v roce 1985, v roce 2001 firma představila Pandur II, který se vyrábí v šesti- a osmikolové verzi.

## Uživatelé

### Portugalsko

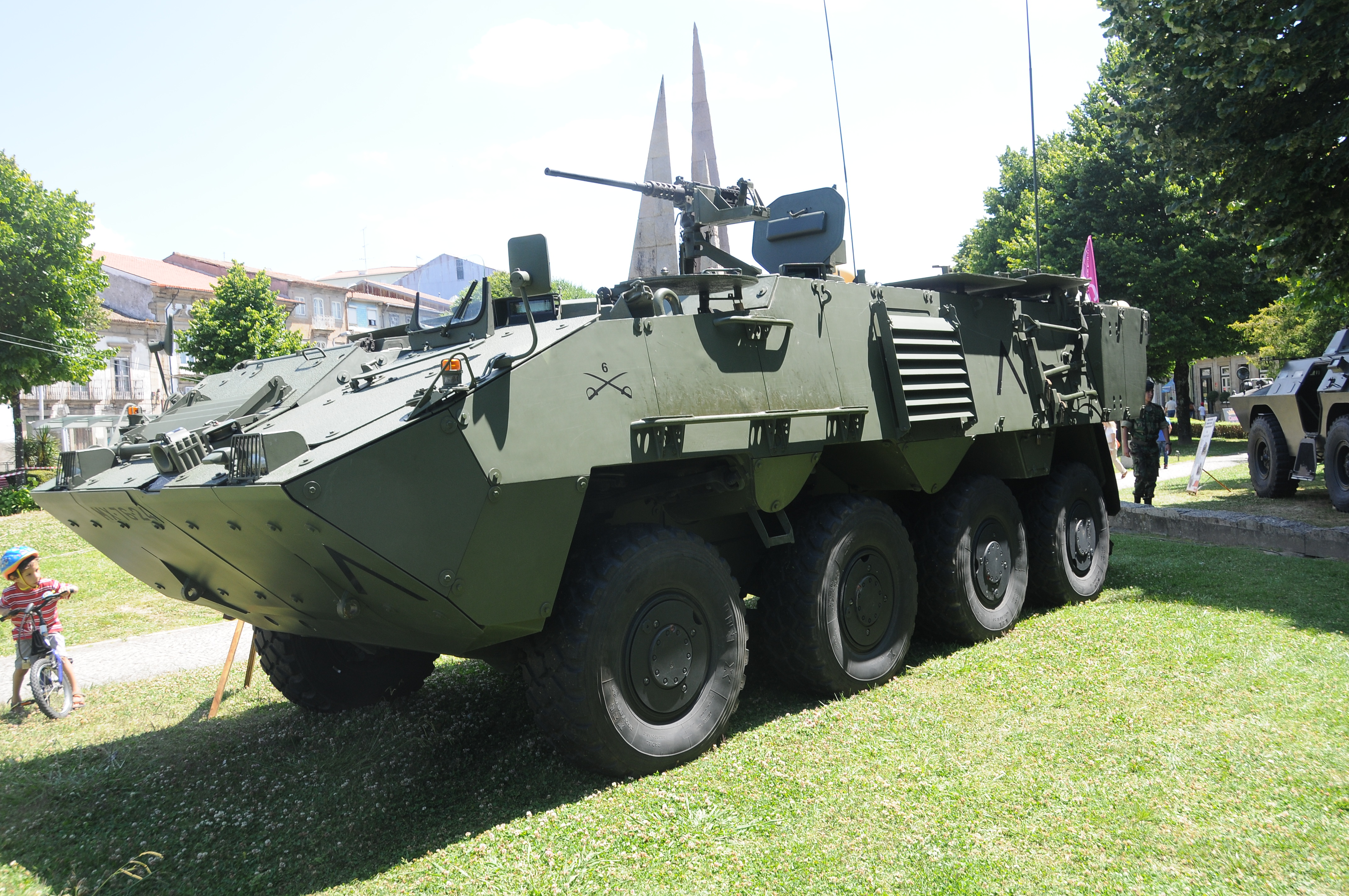
Portugalský Pandur II VBR ICV

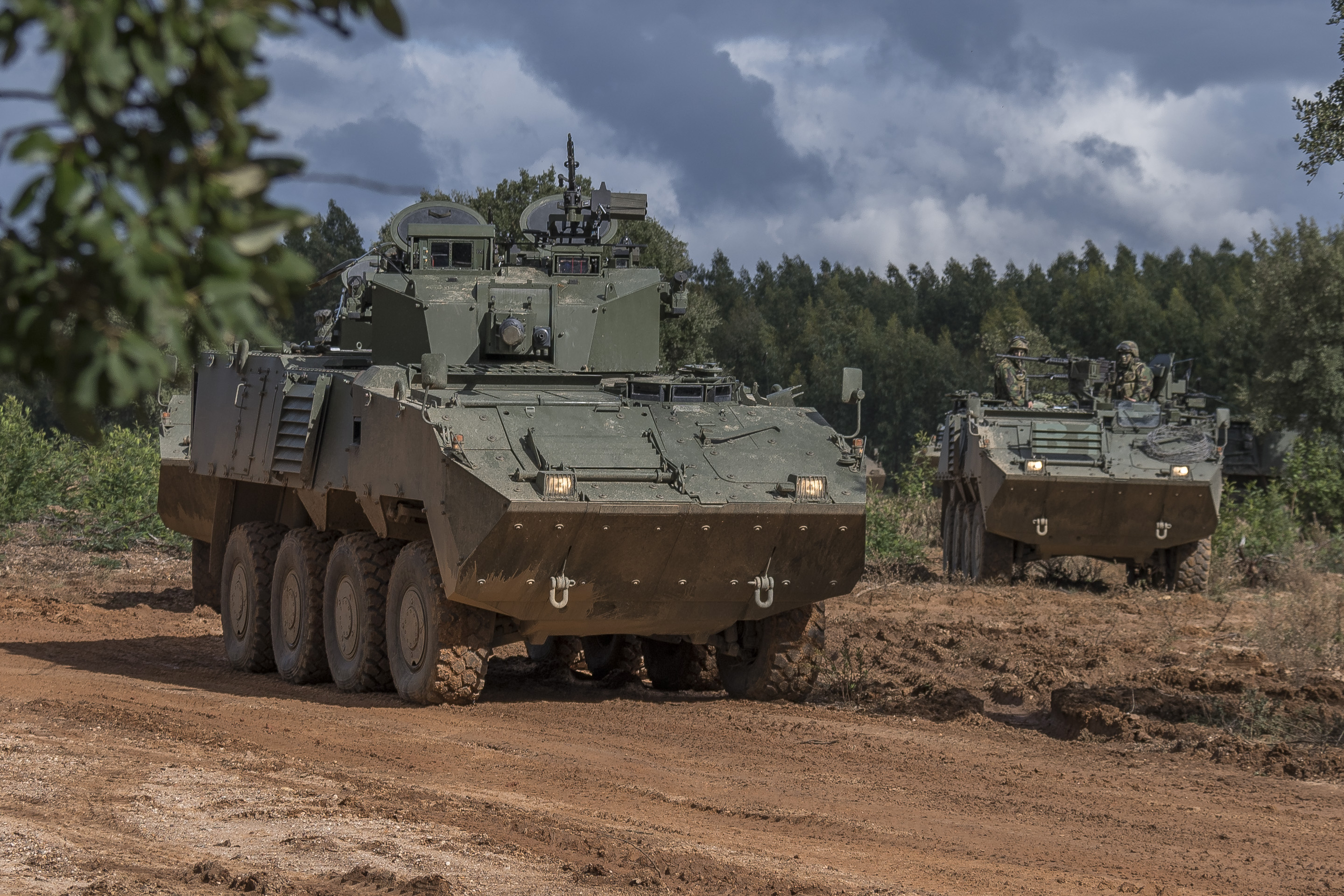
VBR Canhão 30 (vlevo) a VBR ICV (vpravo)

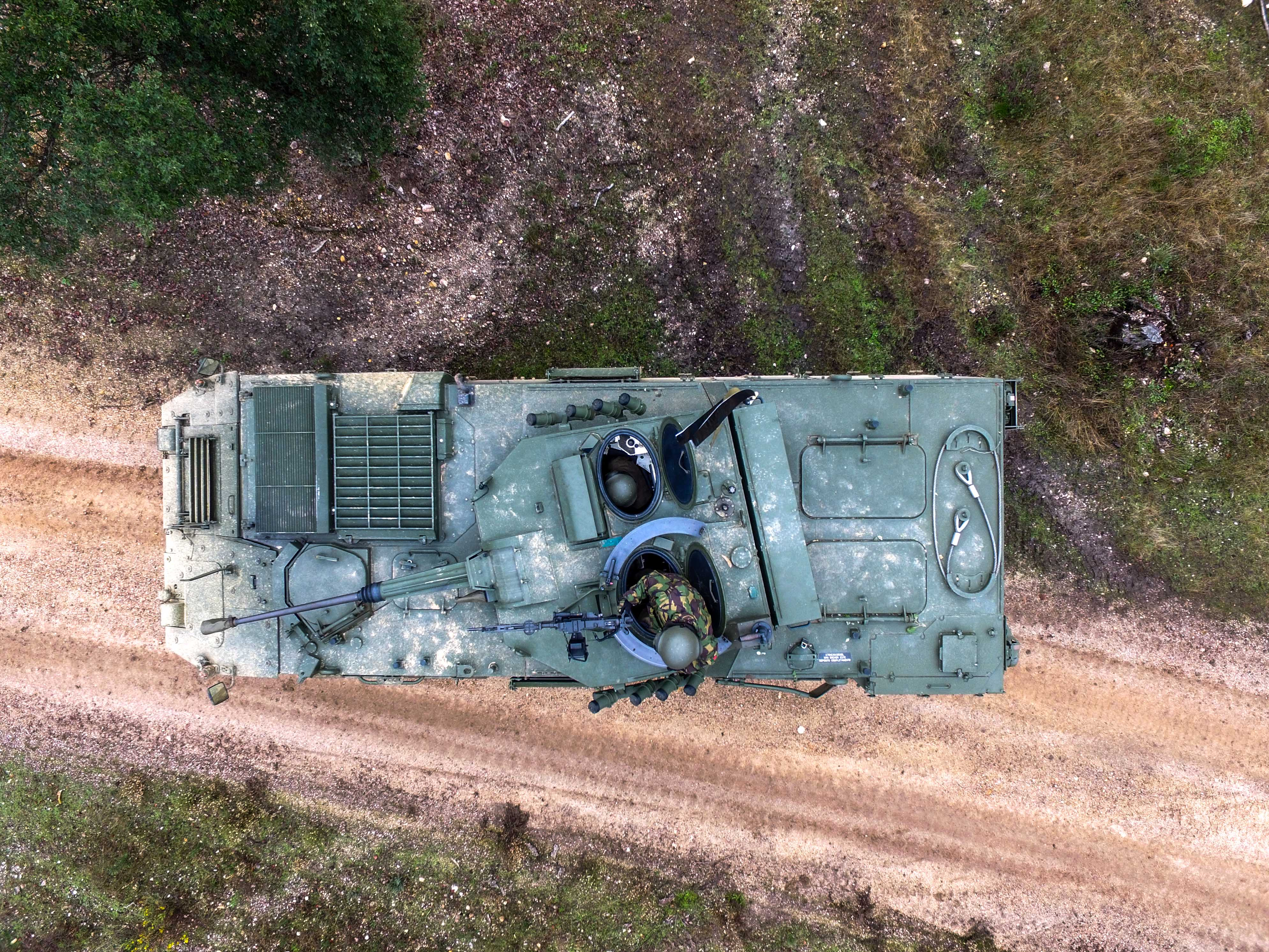
Pohled shora na VBR Canhão 30

Roku 2005 podepsala portugalská vláda na základě výběrového řízení smlouvu o dodávce 260 Pandurů II za 364 milionů euro. Prvních 41 kusů bylo vyrobeno v Rakousku, zbývající měly být zčásti vyrobeny v Portugalsku jako offset. Portugalské Pandury mají zesílené pancéřování a řadu různých variant, například transportní, bojové s věží a 30 mm kanonem, s minometem ráže 120 mm nebo s řízenými protitankovými střelami, dále velitelské, průzkumné a sanitní. Některé z nich mají slabší pancéřování, zato jsou schopny obojživelného pohybu. Pro obtíže se zaváděním ofsetové výroby v Portugalsku měla být roku 2009 část výroby přesunuta do České republiky. Roku 2010 začala portugalská prokuratura vyšetřovat podezření z korupce. Ekonomické problémy Portugalska vedly ministerstvo obrany k plánu na snížení počtu pořizovaných strojů na 219, nakonec ale vypovědělo s výrobcem smlouvu již po dodání 166 vozidel. Po dalším jednání se počet Pandurů II portugalské armády ustálil na 188, zatímco námořní pěchota se nedočkala ani jednoho z 20 objednaných.

#### Portugalské verze
- VBR ICV: obrněný transportér s manuálně ovládaným kulometem M2HB ráže 12,7 mm; osádka 2 + výsadek 8; dodáno 105 vozidel
- VBR ICV RWS: obrněný transportér s dálkově ovládanou zbraňovou stanicí Protector M151A2; osádka 3 + výsadek 7; dodáno 7 vozidel
- VBR Canhão 30: kolové bojové vozidlo pěchoty s věží SP30 s 30mm kanonem Mauser MK 30-2 a dvěma 7,62mm kulomety MAG 58; osádka 3 + výsadek 4; dodáno 30 vozidel
- VBR PC: velitelské stanoviště velitele a štábu praporu s kulometem MAG 58; osádka 2 + 4; dodáno 16 vozidel
- VBR TMS: spojovací provozovna s teleskopickým anténním stožárem, spojovacím vybavením a kulometem MAG 58; osádka 2 + 2; dodáno 6 vozidel
- VBR VCB: obrněné průzkumné vozidlo s radiolokátorem BOR-A550, otočnou senzorovou hlavou a kulometem MAG 58; osádka 5; dodána 4 vozidla
- VBR Recup: dílna technické pomoci s vyprošťovacím navijákem, teleskopickou hydraulickou rukou a kulometem MAG 58; osádka 2 + 2; dodáno 7 vozidel
- VBR Amb: zdravotnické vozidlo se zvýšenou nástavbou a zdravotnickým vybavením; osádka 3 + 4 ležící nebo 8 sedících zraněných; dodáno 8 vozidel
- VBR ACar: protitankové vozidlo s odpalovacím zařízením PTŘS TOW ITAS a kulometem M2HB; osádka 4; dodáno 5 vozidel

### Česko

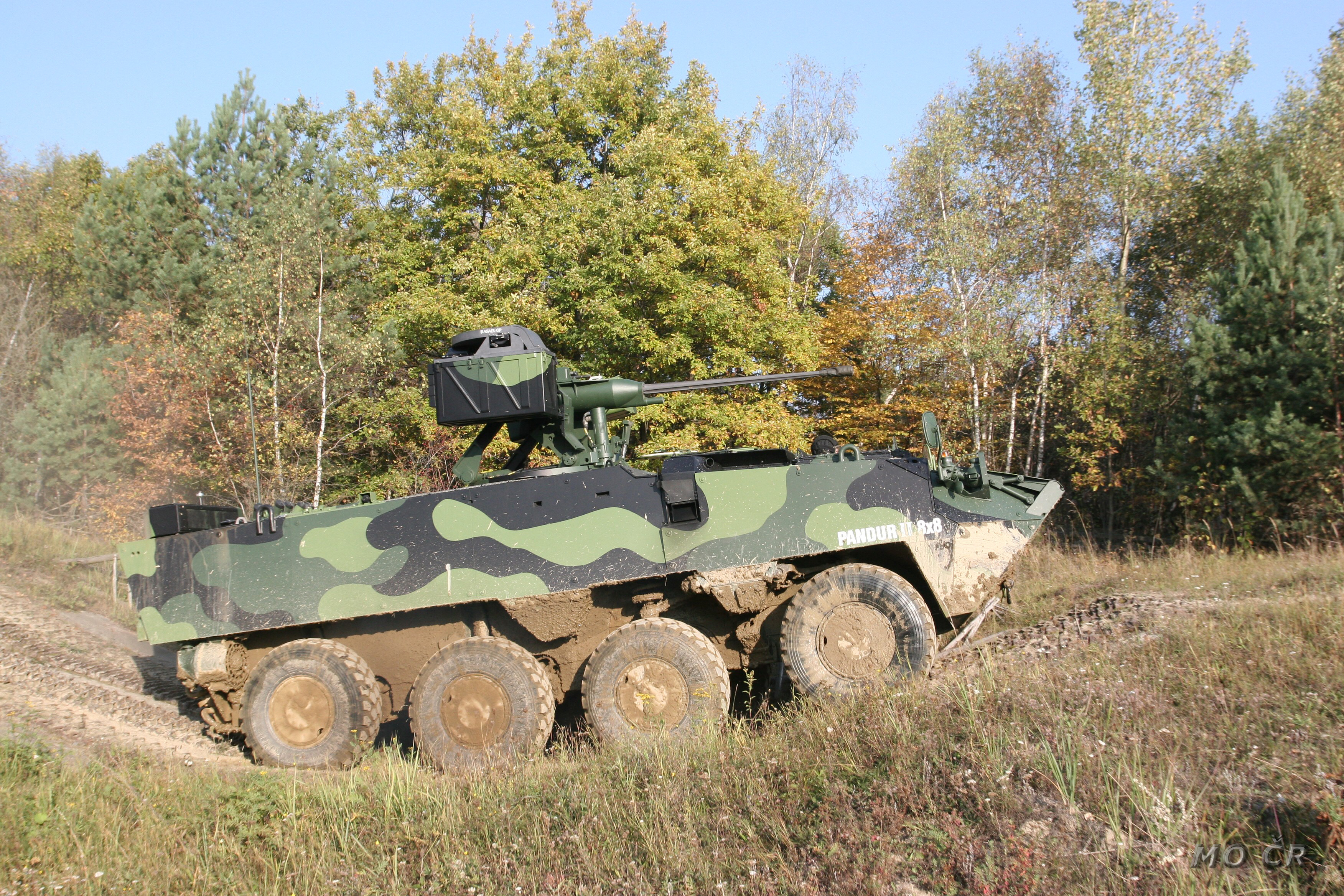
Prototyp KBVP Pandur II v původním provedení během armádních zkoušek na podzim 2005

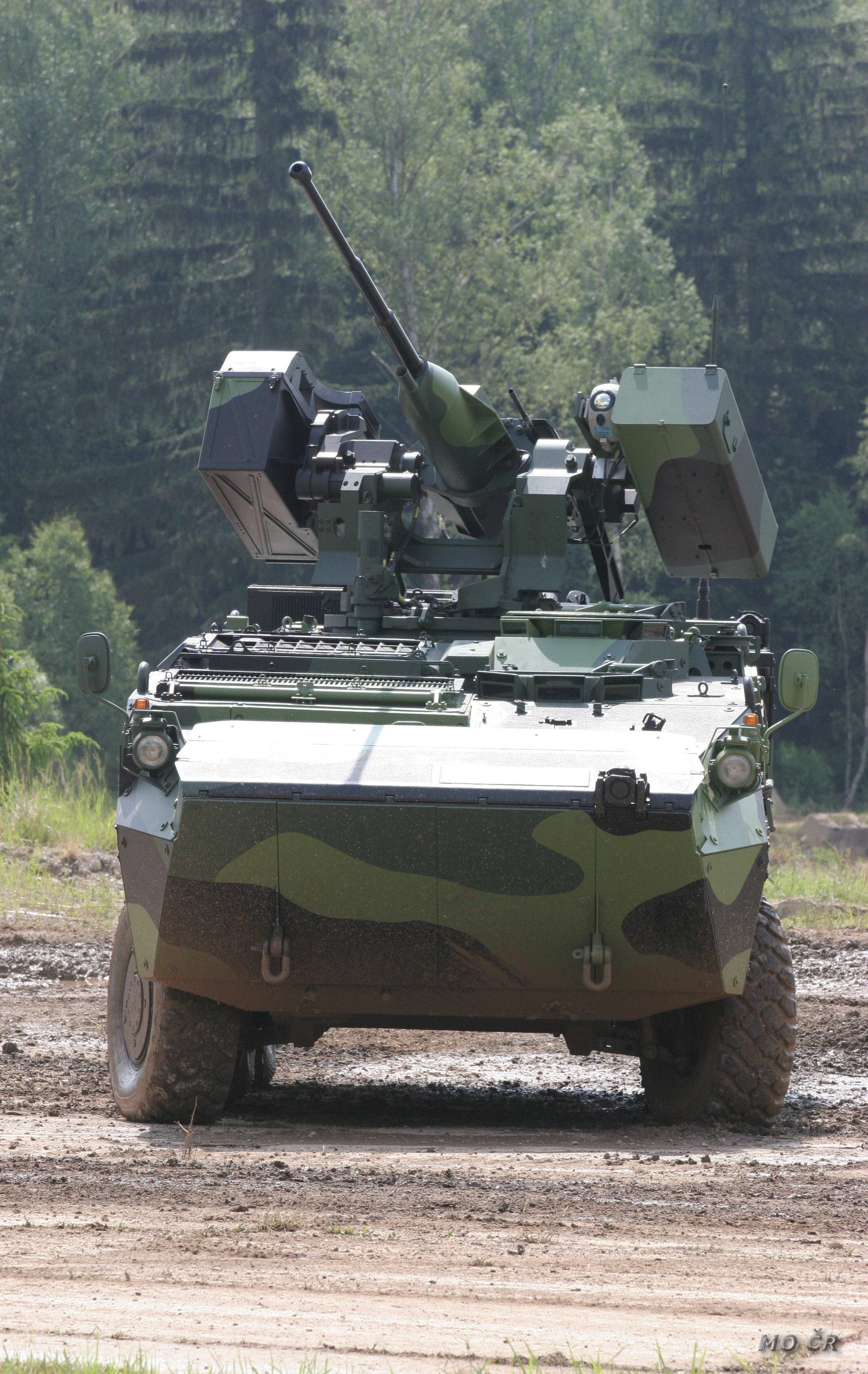
Tentýž stroj zepředu; lišil se od finálního prototypu i sériové podoby

V březnu 2009 česká vláda Mirka Topolánka schválila nákup 107 transportérů Pandur II pro českou armádu za zhruba 14,4 miliardy korun. Armáda České republiky odebrala celkem 107 vozidel Pandur II šesti verzí, rozdělených do dvou skupin: kolová bojová vozidla a kolové obrněné transportéry. Sedmou verzi představují vozidla dodatečně upravená na standard KBVP M1 RVS. Čtyři vozidla byla v rámci českého kontingentu bojově nasazena v Afghánistánu. V roce 2017 objednala AČR dalších 20 Pandurů velitelsko-štábní a spojovací verze. Čtyři vozidla byla dodána v roce 2019. V roce 2020 Tatra Defence Vehicle vyrobil a do prosince podle smlouvy předal AČR zbývajících 16 vozidel. Celkem armáda získala 6 kusů KOVVŠ Pandur II CZ 8x8 a 14 kusů KOVS Pandur II CZ 8x8. Součástí dodávky bylo i 6 polních velitelských pracovišť, která jsou funkčně propojena s velitelsko-štábními pandury. V roce 2022 bylo oznámeno, že se plánuje nákup dalších 70 KBVP Pandur II pro 44. lehký motorizovaný prapor, jenž by měl být transformován na prapor mechanizované pěchoty.

#### Kolová bojová vozidla
Všechny verze kolových bojových vozidel jsou vyzbrojeny dálkově ovládanou zbraňovou stanicí RCWS-30 s 30mm kanonem Mk44 Bushmaster II, 7,62mm kulometem M240 a 2násobným odpalovacím zařízením pro PTŘS Spike-LR
- KBVP: kolové bojové vozidlo pěchoty; osádka 3 + výsadek 7; dodáno 72 vozidel
  - KBVP M1 RVS: 4 vozidla byla před nasazením v Afghánistánu opatřena např. přídavným mřížovým pancéřováním nebo rušičem
- KBV-VR: kolové bojové vozidlo velitele roty; osádka 3 + 2; dodáno 11 vozidel
- KBV-PZLOK: kolové bojové vozidlo průzkumné s radiolokátorem; osádka 3 + 2; dodáno 8 vozidel
- KBV-PZ: kolové bojové vozidlo průzkumné; osádka 3 + 2; dodáno 8 vozidel

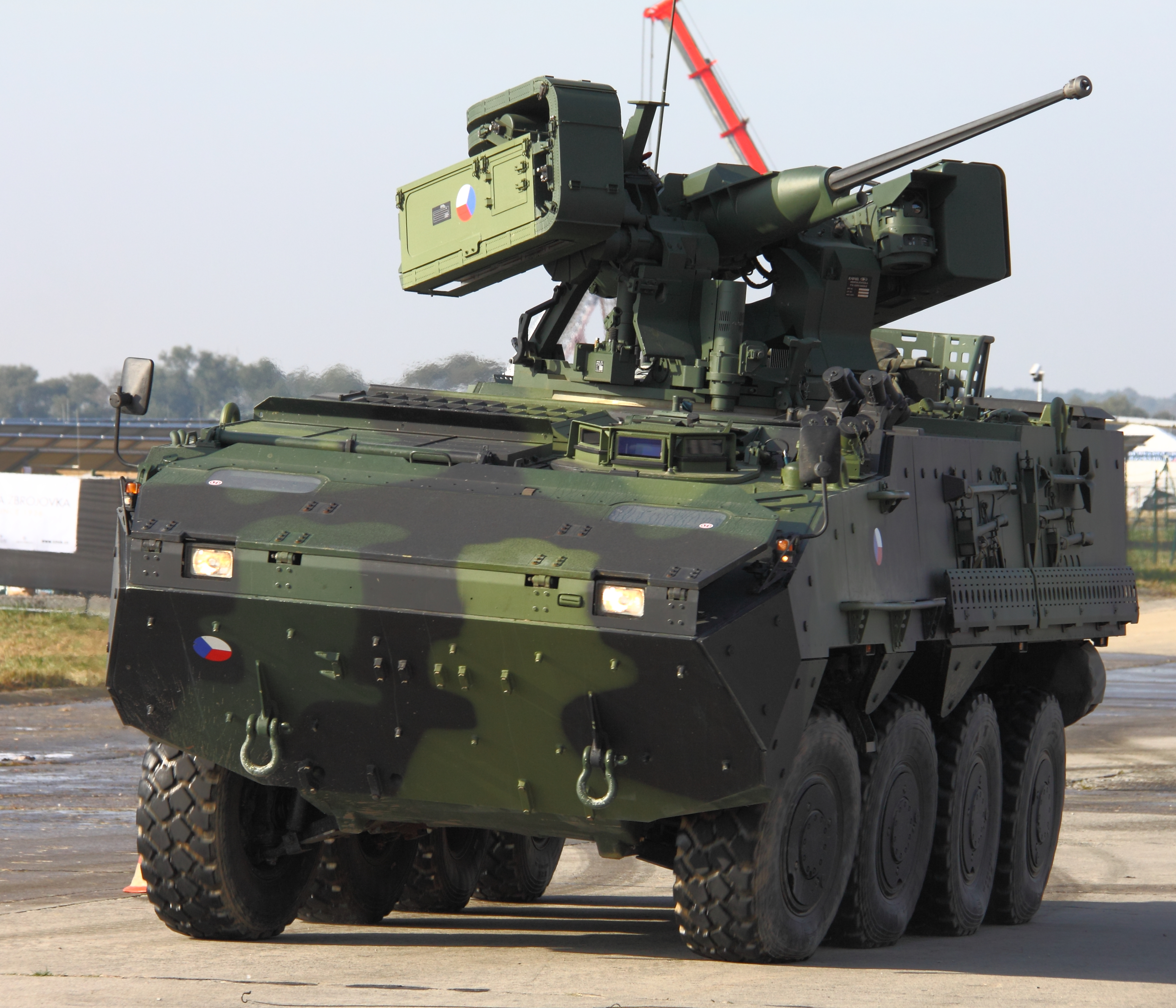
Pandur II KBVP
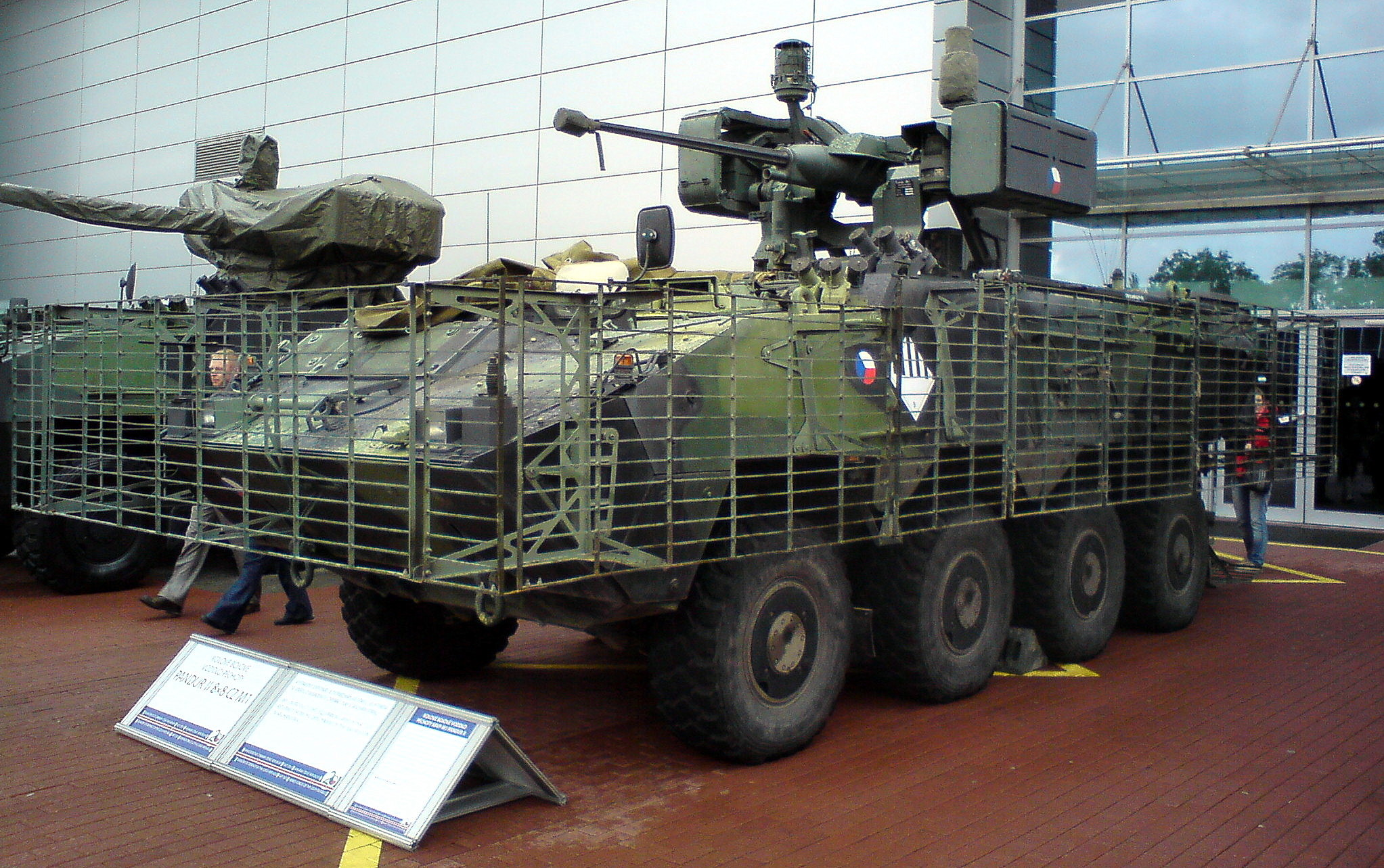
Pandur II KBVP M1 RVS
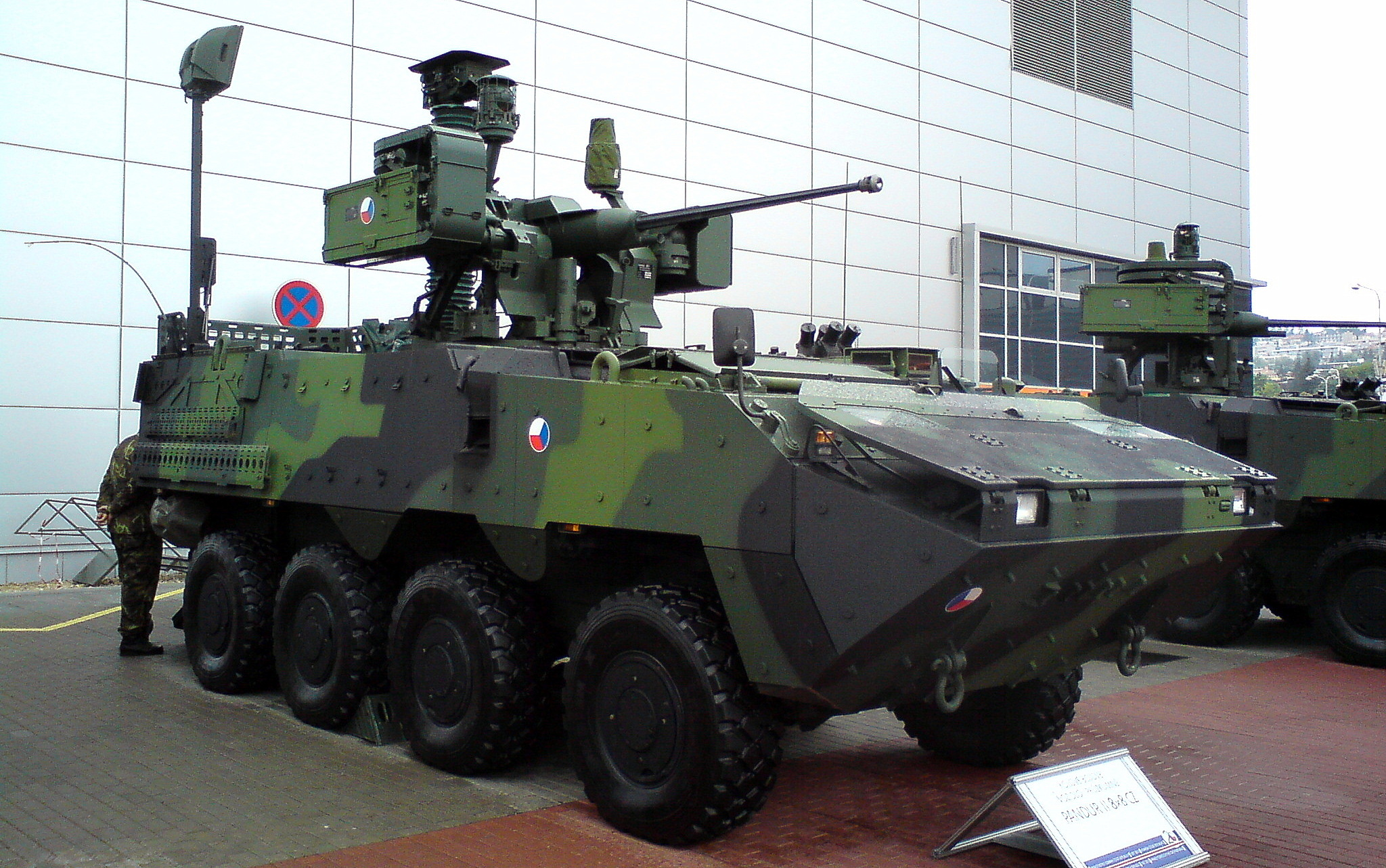
Pandur II KBV-PZLOK

#### Kolové obrněné transportéry a obrněná vozidla
- KOT-Ž: kolový obrněný transportér ženijní s 12,7mm kulometem M2HB v RCWS-12,7 Mini Samson; osádka 3 + 6; dodána 4 vozidla
- KOT-ZDR: kolový obrněný transportér zdravotnický; osádka 3 + 4 ležící nebo 8 sedících zraněných; dodána 4 vozidla
- KOVVŠ: kolové obrněné vozidlo velitelsko-štábní s 7,62mm kulometem MINIMI; osádka 4; v roce 2017 objednáno 6 vozidel
- KOVS: kolové obrněné vozidlo spojovací s 7,62mm kulometem MINIMI; osádka 4; v roce 2017 objednáno 14 vozidel

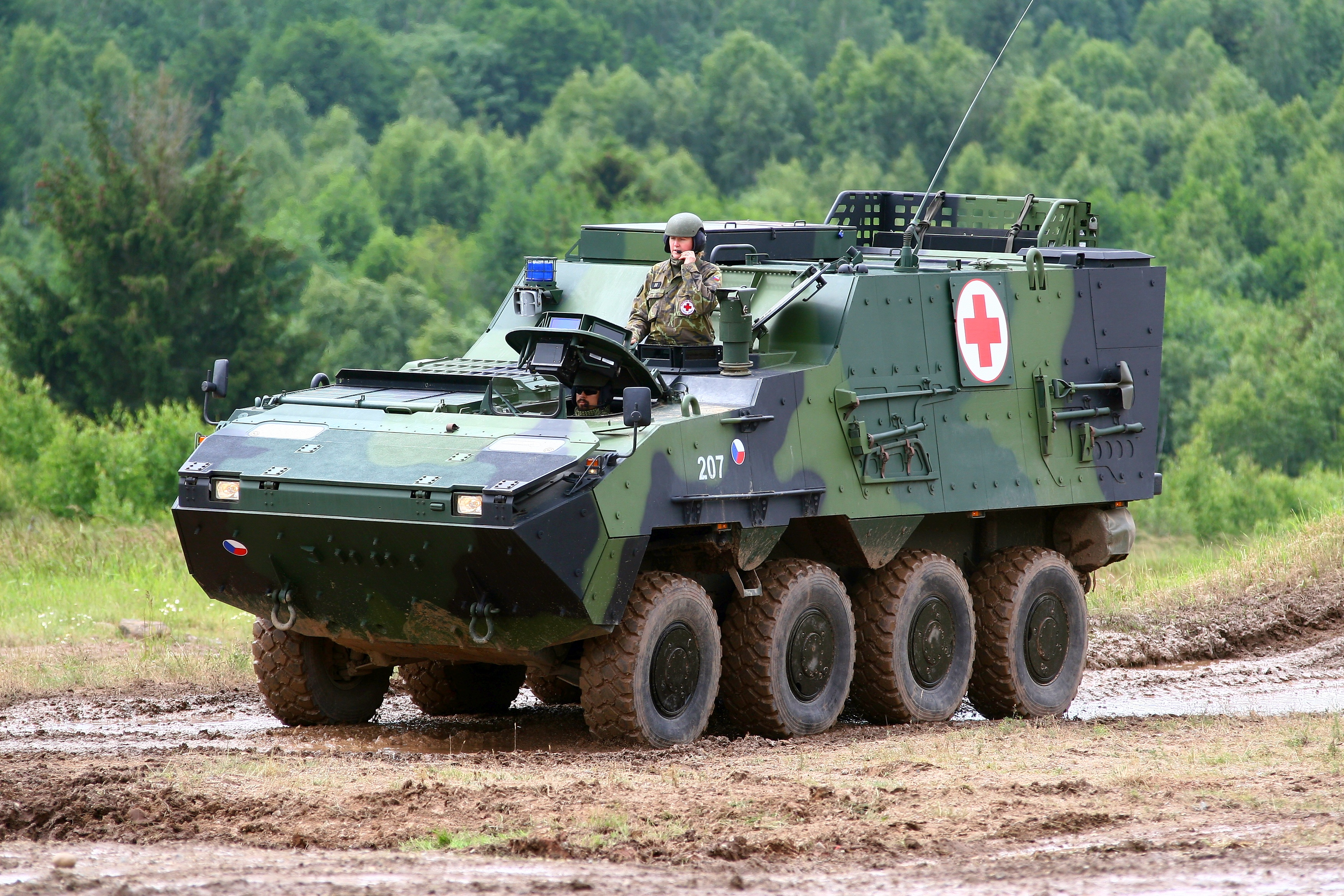
Pandur II KOT-ZDR
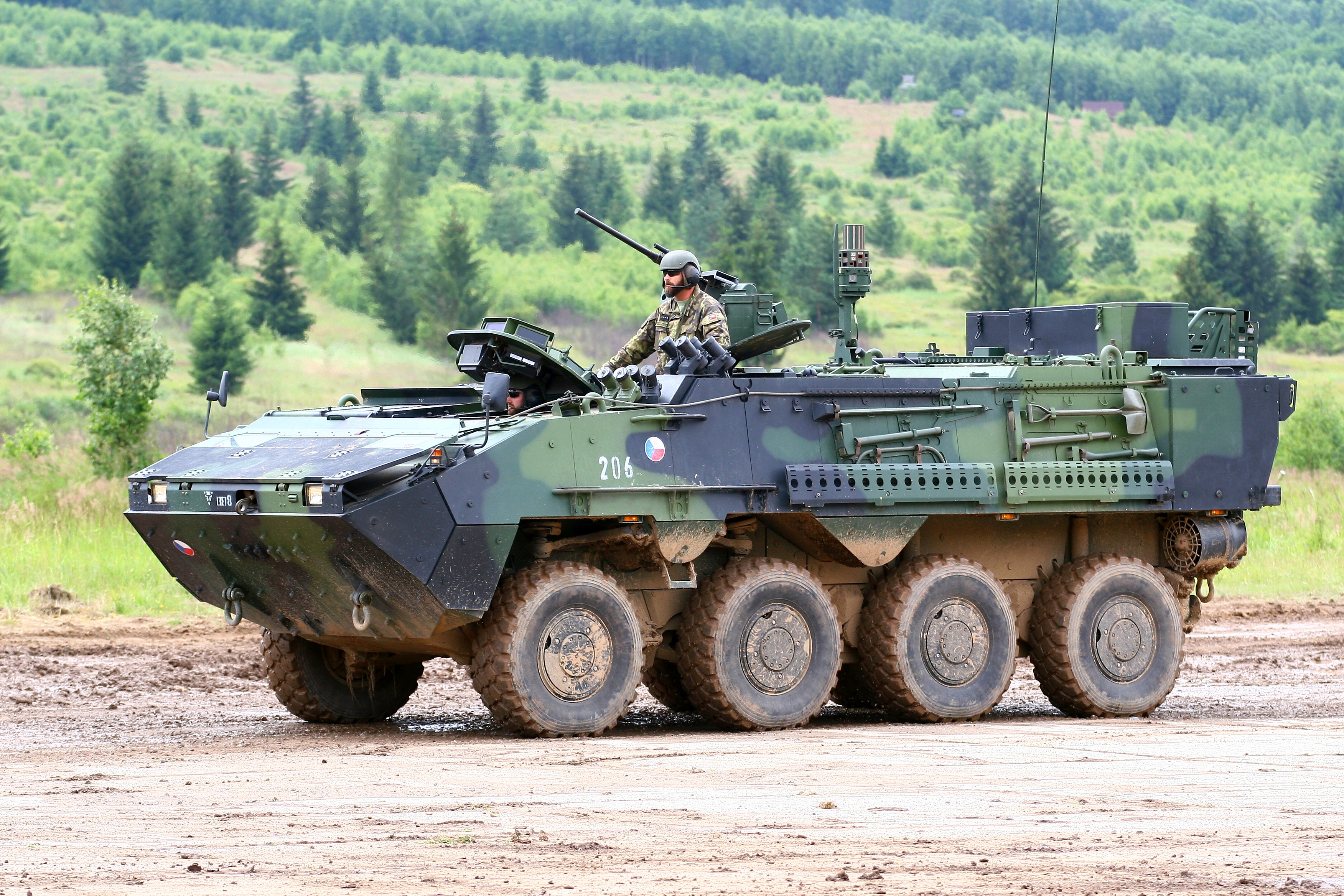
Pandur II KOT-Ž
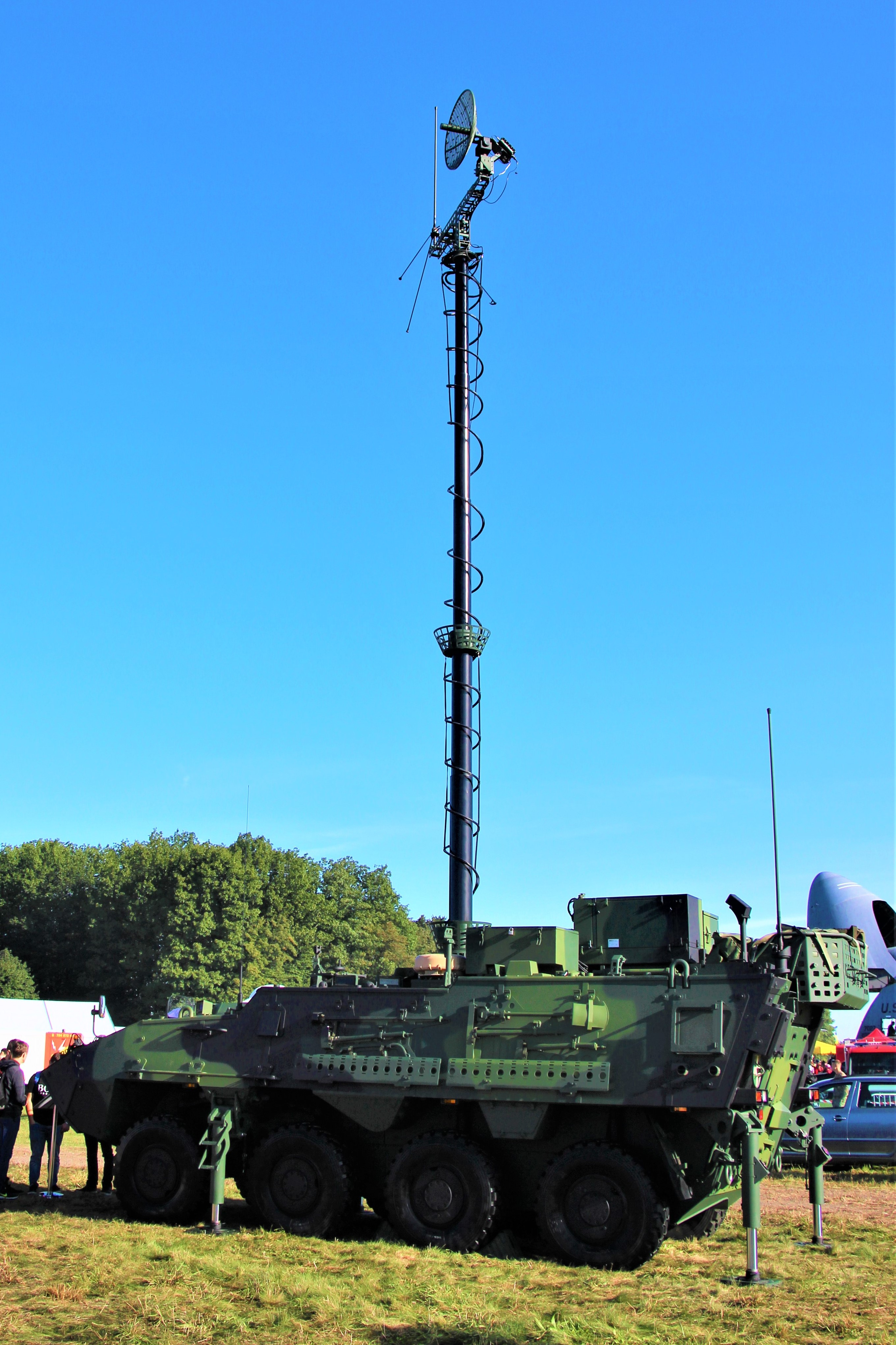
Pandur II KOVVŠ

### Indonésie
Indonéská vláda podepsala dne 24. listopadu 2016 smlouvu se společností Czechoslovak Group na dodávku blíže neupřesněného počtu obrněných transportérů Pandur II 8x8; podle magazínu ATM se jedná o 3 vozidla Pandur II ve velitelské verzi; kromě toho byly v roce 2017 Indonésii předány 4 prototypy vyrobené v Česku – 2 obrněné transportéry, 1 kolové bojové vozidlo pěchoty s 30mm kanonem a 1 vozidlo palebné podpory se 105mm kanonem.
Ministerstvo obrany Indonésie uzavřelo 12. dubna 2019 smlouvu s indonéskou společností PT Pindad o dodávce 22 kolových bojových vozidel pěchoty Pandur II 8x8 vyzbrojených bezosádkovou věží Elbit Systems UT30MK2. Vozidla budou montována v Indonésii na základě licenční dohody s firmou Excalibur Army, která je součástí Czechoslovak Group. Indonéská armáda má zájem až o 250 vozidel Pandur II.

## Pandur EVO

### Rakousko
Rakouský ministr obrany Peter Doskozil koncem roku 2016 oznámil, že Rakousko objednalo u společnosti Steyr-Panzerwerk SSF ve Vídni-Simmeringu 34 obrněných transportérů Pandur EVO 6x6 v hodnotě 105 milionů eur. Rakouské obrněnce měly být vyzbrojeny dálkově ovládanými zbraňovými stanicemi. V roce 2020 bylo objednáno dalších 30 vozidel a v roce 2021 ještě 36 vozidel, takže v letech 2016–2021 bylo objednáno celkem 100 vozidel Pandur 6×6 EVO.
Dne 19. února 2024 Rakousko objednalo dalších 225 bojových vozidel Pandur 6×6 EVO s opcí na dalších 156 vozidel. Zakázka je součástí modernizačního plánu ÖBH Plán rozvoje 2032 (Aufbauplan 2032). Výroba vozidel bude probíhat do roku 2032. Základní variantou vozidla je obrněný transportér. Dodávány jsou i další specializované verze.